# Moritz Reinhard
Moritz Wilhelm Theodor Friedrich Reinhard (* 12. September 1850 in Unterweisenborn (Landkreis Hersfeld-Rotenburg); † 15. Januar 1898 auf  Burg Fürsteneck im Landkreis Fulda)  war ein deutscher Gutsbesitzer und Abgeordneter des Kurhessischen Kommunallandtages des preußischen Regierungsbezirks Kassel.

## Leben
Moritz Reinhard wurde als Sohn des Georg August Reinhard und dessen Gemahlin Anna Christina Stang geboren. Er war Pächter der Domäne Burg Fürsteneck und im Rang eines Oberamtmanns tätig. Das landwirtschaftliche Gut wurde 1918 Staatsdomäne und seither verpachtet.
1884 erhielt Reinhard ein Mandat für den Kurhessischen Kommunallandtag des Regierungsbezirks Kassel. Als Vertreter der höchstbesteuerten Grundbesitzer und Gewerbetreibenden im Landkreis Fulda kam er in indirekter Wahl zu dem Sitz im Parlament, den er bis 1885 behielt. 